# Percy Gardner
Percy Gardner, född den 24 november 1846 i London, död den 17 juli 1937, var en brittisk arkeolog. Han var bror till Ernest Gardner.
Gardner, som var professor i klassisk arkeologi i Cambridge från 1880 och därefter i Oxford (Lincoln Professor of Classical Archaeology and Art) 1887–1925, författade bland annat A Manual of Greek Antiquities (1895) samt numismatiska arbeten såsom Catalogue of Greek Coins 1878–1887 och A History of Ancient Coinage (1918).